# Saint-Samson-sur-Rance
Saint-Samson-sur-Rance is een gemeente in het Franse departement Côtes-d'Armor, in de regio Bretagne. De plaats maakt deel uit van het arrondissement Dinan. Saint-Samson-sur-Rance telde op 1 januari 2022 1.630 inwoners.

## Geografie
De oppervlakte van Saint-Samson-sur-Rance bedroeg op 1 januari 2022 6,27 vierkante kilometer; de bevolkingsdichtheid was toen 260 inwoners per km².
De onderstaande kaart toont de ligging van Saint-Samson-sur-Rance met de belangrijkste infrastructuur en aangrenzende gemeenten.

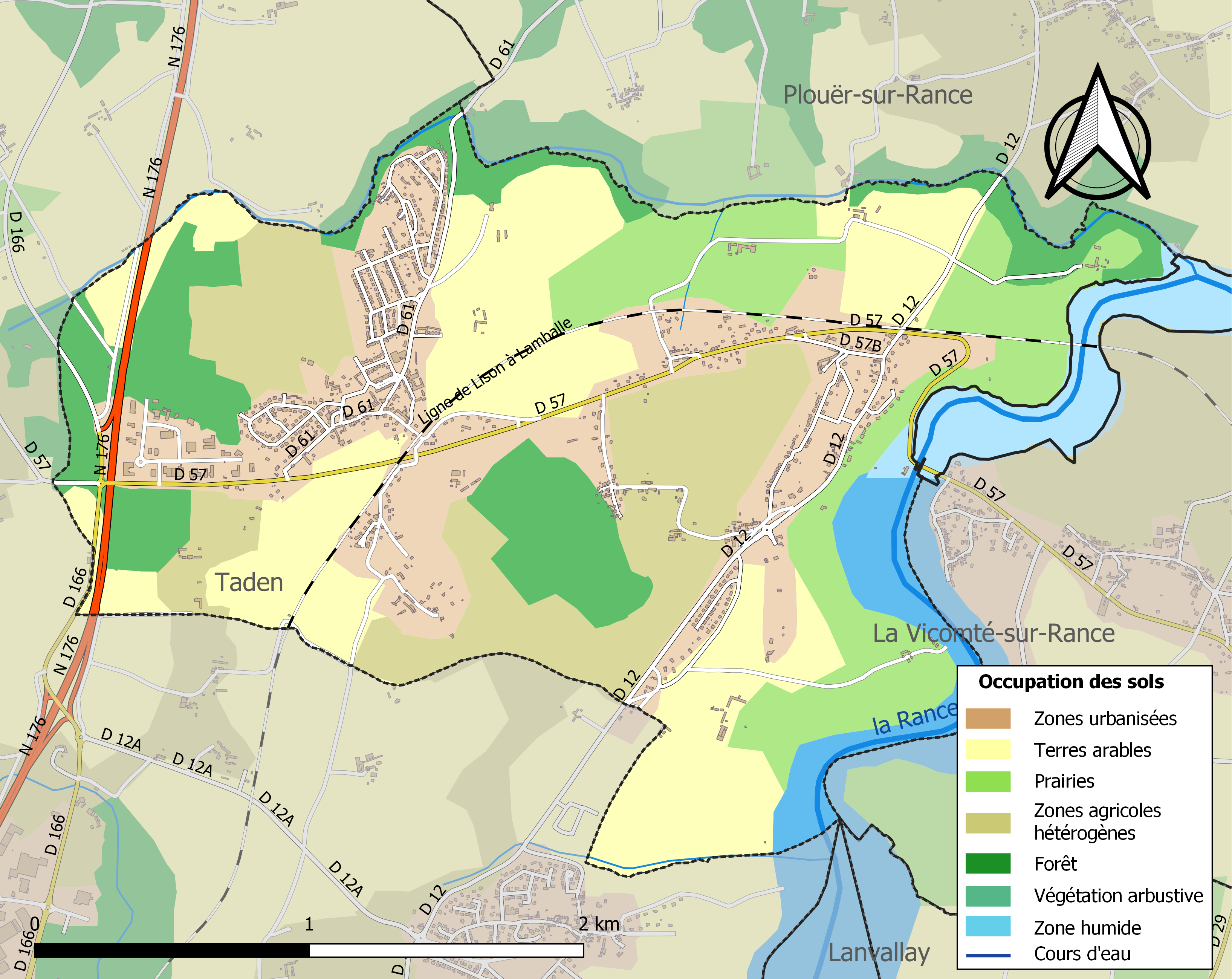

## Verkeer en vervoer
In de gemeente ligt de spoorweghalte La Hisse.

## Demografie
Onderstaande figuur toont het verloop van het inwonertal (bron: INSEE-tellingen). 